# Hornera lichenoides
Hornera lichenoides is een mosdiertjessoort uit de familie van de Horneridae. De wetenschappelijke naam van de soort werd in 1758 voor het eerst geldig gepubliceerd door Carl Linnaeus.

## Beschrijving
De vertakte structuur van Hornera lichenoides kan een hoogte bereiken van 6-7 cm. De kleur is meestal wit. De zooïden zijn onregelmatig gepositioneerd in ronde openingen langs de takken.

## Verspreiding
De verspreiding van deze soort is onduidelijk, maar er zijn registraties van beide zijden van de Noord-Atlantische Oceaan. Het komt het vaakst voor dieper dan 50 meter, maar is net onder de getijdenzone te vinden op beschutte locaties met weinig golfbewegingen. Het lijkt te gedijen op de huidige blootgestelde locaties.